# Бугристое (Челябинская область)
Бугристое — посёлок в Троицком районе Челябинской области. Входит в состав Клястицкого сельского поселения.

## География
Расположен в южной части района, на берегу р. Кайрак. Рельеф — полуравнина (Зауральский пенеплен); ближайшие выс.— 210 и 217 м. Ландшафт — переходная зона между лесостепью и степью. В 3 км к северо-западу протекает р. Чернушка

## История
Поселок основан переселенцами с Украины в 1912 в черте Бобровской станицы. С 1930 в поселке размещалась центральная усадьба колхоза «Коллективист», с 1959 — бригада колхоза им. 21-го партсъезда, с 1992 — отделение с.-х. предпр. «Новый мир».

## Население
| 2002 | 2010 |
| ---- | ---- |
| 99   | ↗183 |

По данным Всероссийской переписи, в 2010 году численность населения посёлка составляла 183 человека.

## Транспорт
Рядом проходит федеральная трасса А-310. В посёлке расположены дома пограничного отряда, рядом находится пограничный пункт "Бугристое".

## Улицы
- Степная улица
- Центральная улица
- Южный переулок